# Manuel Roberto
Manuel Roberto é um fotojornalista português natural de Moçambique (1965). Manuel Roberto nasceu na província de Inharrime. Integrou o Público a quando da fundação do diário, sendo o atual editor de fotografia do jornal.
Em Moçambique, foi colaborador permanente no semanário Domingo e fotógrafo da editora escolar INDE, onde começou a carreira na década de 1980. Em Portugal trabalhou no Jornal de Notícias e no Primeiro de Janeiro.

## Prémios
Enquanto colaborador do Público, tornou-se no primeiro jornalista a conquistar um Prémio Gazeta em duas categorias individuais regulares distintas. O trabalho "Filhos do Vento", sobre os filhos dos ex-combatentes da Guerra Colonial, valeu-lhe o Prémio Gazeta Multimédia 2013, em conjunto com Catarina Gomes, Ricardo Rezende, Dinis Correia e Andreia Espadinha. Em 2014 recebeu com Manuel Carvalho o Prémio Gazeta Imprensa pela série de reportagens “A Guerra que Portugal quis esquecer”, sobre os confrontos entre militares portugueses e alemães no Norte de Moçambique durante a I Guerra Mundial.

Já expôs individual e coletivamente a nível o resultado de vários trabalhos documentais.